# Léchelles
Léchelles (toponimo francese; in tedesco Leitern, desueto) è una frazione di 751 abitanti del comune svizzero di Belmont-Broye, nel Canton Friburgo (distretto della Broye).

## Storia

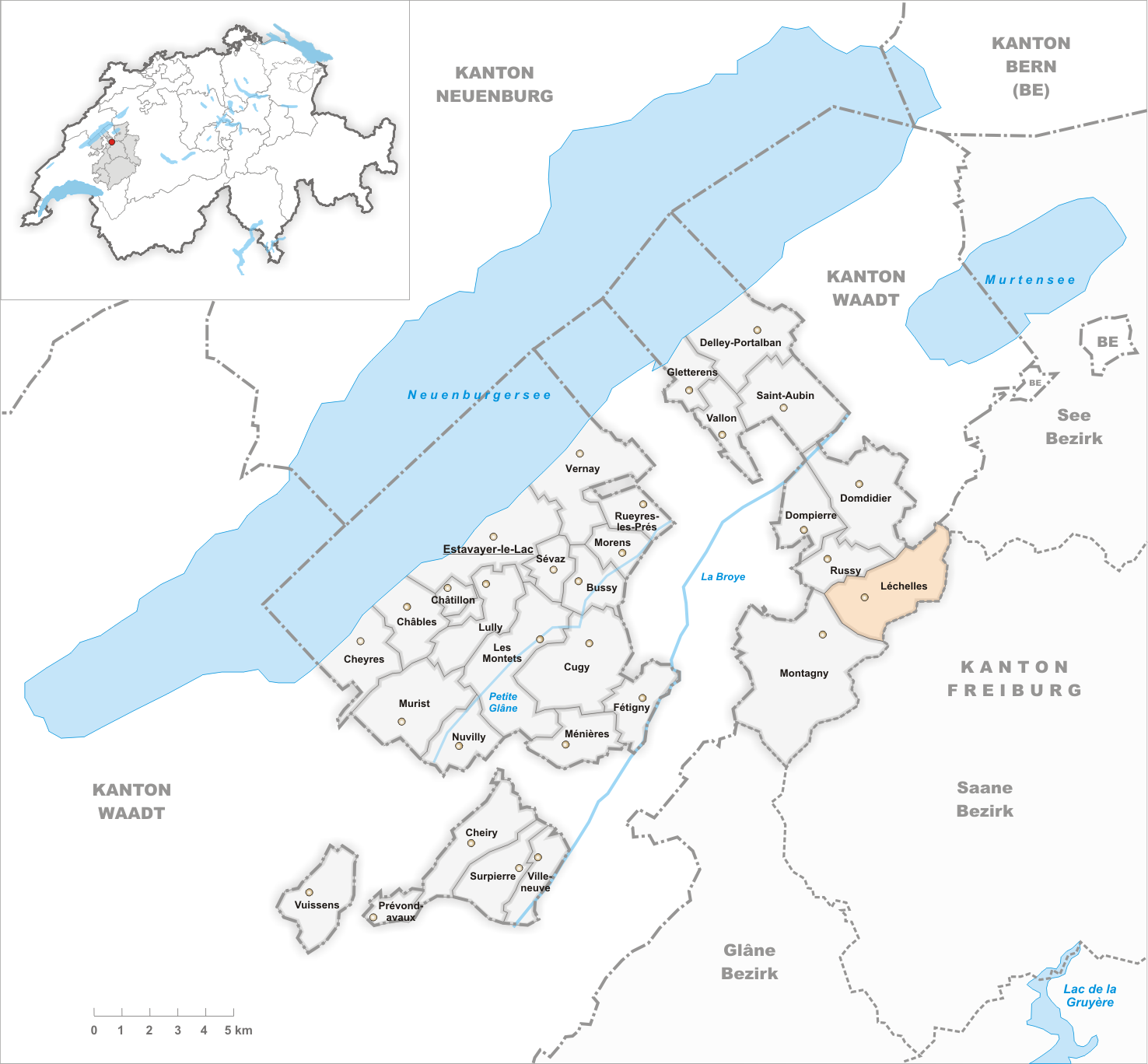
Il territorio del comune di Léchelles prima degli accorpamenti comunali del 2016

Già comune autonomo che si estendeva per 8,75 km² e che nel 1994 aveva inglobato il comune soppresso di Chandon, il 1º gennaio 2016 è stato accorpato agli altri comuni soppressi di Domdidier, Dompierre e Russy per formare il nuovo comune di Belmont-Broye.

## Monumenti e luoghi d'interesse

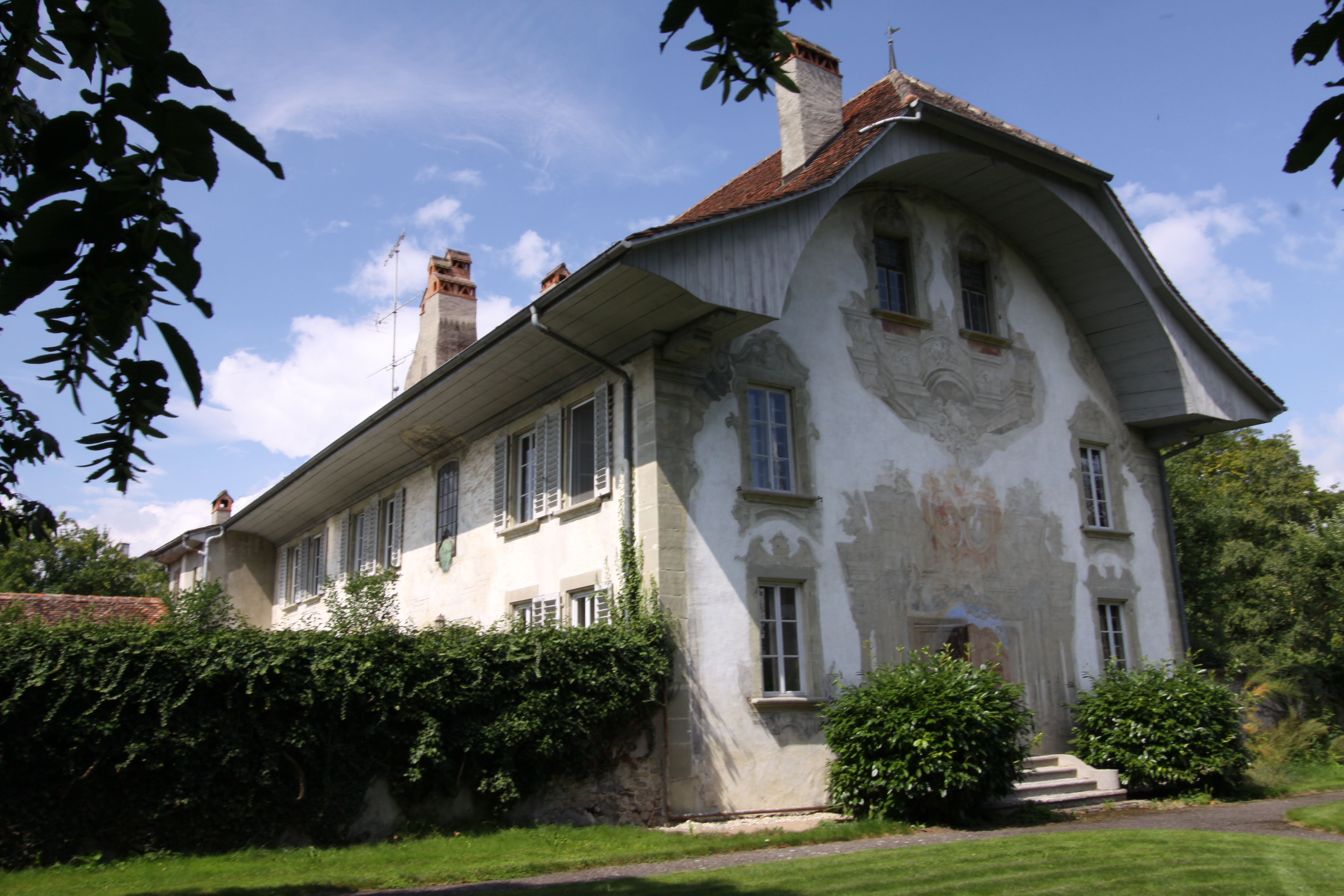
Casa Gottrau

- Chiesa cattolica di San Giovanni Battista, attestata dal 1427 e ricostruita nel 1640, nel 1747 e nel 1954[1];
- Casa Gottrau, eretta nel XVIII secolo[1].

## Società

### Evoluzione demografica
L'evoluzione demografica è riportata nella seguente tabella (dal 2000 con Chandon):
Abitanti censiti

## Infrastrutture e trasporti
Léchelles è servito dall'omonima stazione sulla ferrovia Friburgo-Yverdon.

## Amministrazione
Ogni famiglia originaria del luogo fa parte del comune patriziale che ha la responsabilità della manutenzione di ogni bene comune.